# Menhir de Kurtzegan
Le menhir de Kurtzegan, connu également sous les noms de Kurtzeganeko zutarria en basque et de monolito/menhir de Kurtzegan en espagnol, est un menhir datant du Néolithique ou de l'Âge du bronze situé près de la commune d'Orozko, dans la province de Biscaye.

## Situation
Le menhir se situe à 850 mètres d'altitude, à quelques kilomètres au sud-est d'Orozko, dans le quartier d'Usabel, dans les environs du Parc naturel de Gorbeia.

## Description
Il s'agit d'un monolithe de grès d'une hauteur de 5,40 m et d'un poids de sept tonnes ; c'est l'un des plus grands menhirs du Pays basque.

## Histoire
Le menhir est étudié en 1922 par le bascologue José Miguel de Barandiarán Ayerbe.
Découvert fracturé en trois morceaux, il est reconstitué et redressé en 2010–2011.